# Holmsjön (Ströms socken, Jämtland)
Holmsjön är en sjö i Strömsunds kommun i Jämtland och ingår i Ångermanälvens huvudavrinningsområde. Sjön har en area på 0,22 kvadratkilometer och ligger 534,5 meter över havet.

## Delavrinningsområde
Holmsjön ingår i det delavrinningsområde (711383-146645) som SMHI kallar för Utloppet av Svanavattnet. Medelhöjden är 467 meter över havet och ytan är 16 kvadratkilometer. Räknas de 6 avrinningsområdena uppströms in blir den ackumulerade arean 30,57 kvadratkilometer. Svanavattenån som avvattnar avrinningsområdet har biflödesordning 4, vilket innebär att vattnet flödar genom totalt 4 vattendrag innan det når havet efter 233 kilometer. Avrinningsområdet består mestadels av skog (89 procent). Avrinningsområdet har 1,17 kvadratkilometer vattenytor vilket ger det en sjöprocent på 7,3 procent.